# ゼムフィラ・メフタヘジノワ
ゼムフィラ・メフタヘジノワ（Zemfira Əli qızı Meftahətdinova 1963年5月28日- ）はアゼルバイジャンの射撃選手。オリンピックのスキート射撃で2回メダルを取っている。
彼女はバクーで警察官と体育教師の両親の間に生まれた。2006年のカイロでの大会でスキート射撃の世界記録となる74点を記録した。